# Караність
Караність — погроза застосування покарання за злочин, що міститься в кримінально-правових санкціях. Караність за своєю сутністю випливає із суспільної небезпечності і протиправності діяння. Діяння тому і є кримінальне караним, що воно суспільне небезпечне і передбачене кримінальним законом як злочин.
У той же час діяння, за яке в законі передбачене кримінальне покарання, не втрачає властивостей злочину, якщо в конкретному випадку його вчинення за нього не буде призначене покарання.
Зовсім неправильно ототожнювати караність як ознаку злочину із застосуванням покарання в будь-якому випадку його вчинення. Караність слід розуміти як встановлення в законі за вчинення певного діяння кримінально-правової санкції, яка дає можливість застосування в належних випадках (а не завжди) покарання.
| Право | Це незавершена стаття з права. Ви можете допомогти проєкту, виправивши або дописавши її. |